# Hardtwald (Kraichgau)
Der Hardtwald oder Hartwald ist ein rund 25 km² großes Waldgebiet im Kraichgau östlich und südlich der Stadt Eppingen im Landkreis Heilbronn in Baden-Württemberg.
Der Hardtwald liegt zwischen den Tälern der größeren Flüsse Elsenz im Nordwesten und Westen, Lein im Osten, Zaber im Süden und Kraichbach im Südwesten. Jenseits des Leintals zieht von Nordost nach Südwest der Heuchelberg, im Süden jenseits des Zabertals im Ost-West-Richtung der Stromberg; wie bei diesen rechnet das anstehende Gestein zum Keuper.
Der Hardtwald erreicht in seinen höchsten Lagen nicht ganz 320 m ü. NN. An seinem Westrand liegt waldumschlossen die freie Kuppe des Ottilienbergs.